# Albisi Csomós János
Albisi Csomós János (Kézdialbis, 1730. július 30. – Dés, 1768. február 9.) református lelkész.

## Élete
Tanulmányait Kézdialbison kezdte, majd 1744-ben a kolozsvári református kollégiumba ment, ahol 1748-ban a togatus ifjak közé lépett. Itt a teológiában, bölcseletben és filológiában oly előmenetelt tett, hogy a héber nyelvben praesességre, azután a grammatikai osztályban nyilvános tanítóságra, majd poëseos praeceptorságra, végre pedig a kollegiumi ülnökségre előléptették. 1757-ben a dési református egyház iskolájához hívták igazgatónak, 1759-ben a fogarasi gimnáziumhoz tanítónak és segédlelkésznek. 1763-ban Bernbe ment akadémiára, ahonnan 1765 őszén tért haza. 1766. január 1-jétől a dési egyház hívta meg másodlelkészeként szolgált.
Emlékére tartott két gyászbeszédet adott ki testvér bátyja Cs. Mihály: Igaz atyafiui szeretetnek még az halálban is megbizonyított valóságos jele… cím alatt. (Csernatoni Vajda Pétertől és Szathmári Pap Mihálytól.)

## Munkái
- Observationes philologico-criticae et critico-theologicae in quaedam Veteris et Novi Testamenti loca. Bernae, 1764.